# Roger Salengro

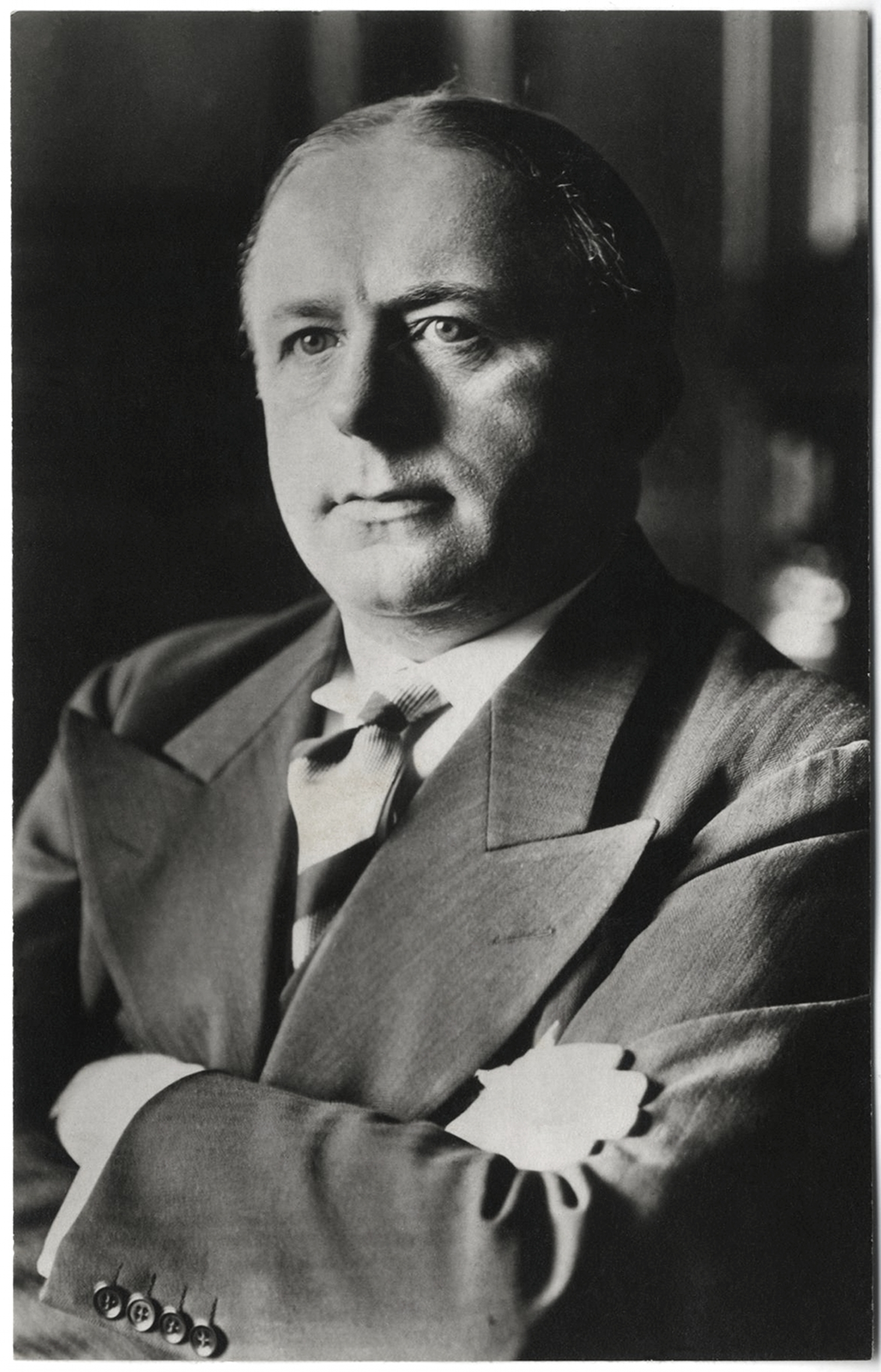
Roger Salengro (1930)

Roger Henri Charles Salengro (* 30. Mai 1890 in Lille; † 17. November 1936 in Lille) war ein französischer Politiker.

## Leben
Salengro verbrachte seine Kindheit bis 1904 in Dünkirchen. Er studierte dann Literatur an der Universität von Lille, wo er der Section française de l’Internationale ouvrière (SFIO) beitrat und eine sozialistische Studentengruppe gründete. Ab 1912 leistete er seinen Militärdienst, wo er auf Carnet B, die Liste bekannter Staatsfeinde kam. Er kam 1914 in Haft, aus der er 1915 entlassen wurde, um zu seiner Militäreinheit zurückzukehren.
Im Oktober 1915 geriet Salengro in Kriegsgefangenschaft, aus der er drei Jahre später zurückkehrte. Er betätigte sich als Journalist und war in der SFIO Nord aktiv, für die er 1919 in den Stadtrat von Lille gewählt wurde. 1925 wurde er Nachfolger von Gustave Delory als Bürgermeister von Lille, 1929 und 1935 wurde er in diese Funktion wiedergewählt.
Seit 1928 war Salengro Mitglied der Nationalversammlung, 1936 wurde er Innenminister der Front populaire von Léon Blum. Sein Einsatz gegen die rechte Action française und die Wochenzeitung Gringoire führten zu einer Verleumdungskampagne gegen ihn. Am 14. Juli 1936 trug der Oppositionspolitiker Henri Becquart in der Nationalversammlung den Vorwurf vor, Salengro sei im Ersten Weltkrieg 1916 desertiert. Obwohl eine militärische Untersuchungskommission den Vorwurf widerlegte, hielten sich die Behauptungen hartnäckig. In der Folge beging Salengro in der Nacht vom 17. auf den 18. November 1936 Selbstmord.
Seine Beisetzung fand am 22. November unter großer öffentlicher Anteilnahme statt. Léon Blum erklärte: „Es gibt kein Gegengift gegen das Gift der Verleumdung. Einmal vergossen, wirkt es weiter, egal, was man in den Gehirnen der Gleichgültigen, der Männer auf der Straße und im Herzen des Opfers tut.“ Einige Monate nach seinem Tod wurde im Pressegesetz die Strafandrohung für Verleumdungen verschärft; die Änderung wurde jedoch vom Senat aufgehoben.

## Nachleben
- Der Komponist Robert Lannoy komponierte ein Stück Mort de Roger Salengro.
- Im französischen Fernsehen wurde 2009 der Film L’Affaire Salengro von Yves Boisset mit Bernard-Pierre Donnadieu in der Hauptrolle gezeigt.[5]
- Ein Dokumentarfilm mit dem Titel Roger Salengro, l'idéal et le réel entstand 2011[6]
- Zahlreiche Straßen und Plätze in Frankreich sind nach Salengro benannt; beispielsweise in Nantes, Toulouse und Marseille.
- Ein Hospital in Lille trägt seinen Namen.[7]
- Die Sängerin Juliette erinnert in dem Lied Rue Roger-Salengro (2010) an die Straße in Suresnes, in der sie aufwuchs.